# Remigia mutuarides
Remigia mutuarides là một loài bướm đêm trong họ Erebidae.